# Secondewijzer

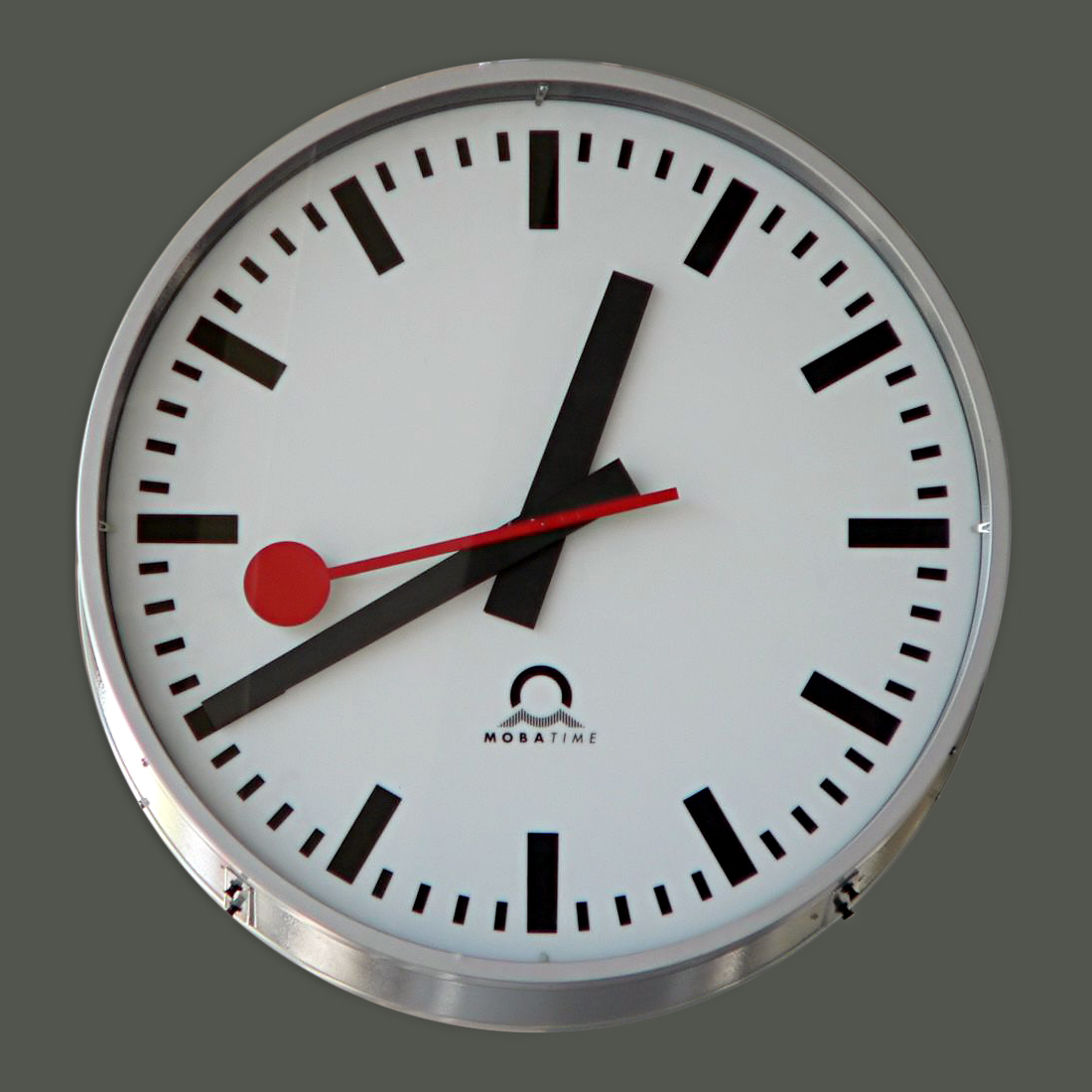
Een Zwitserse stationsklok met rode secondewijzer

De secondewijzer is een wijzer op een klok die de seconden aangeeft. 
Deze is doorgaans even lang als de minutenwijzer, maar dunner dan zowel de uur- als de minutenwijzer. Afhankelijk van de constructie van de klok kan de wijzer in stapjes verspringen of continu ronddraaien. 

## Geschiedenis
De toepassing van een secondewijzer werd mogelijk in de 16e eeuw toen de seconde accuraat meetbaar werd met de introductie van mechanische klokken. Dat was met de tot dan toe gebruikte zonnewijzers niet mogelijk. Een vroeg voorbeeld van de toepassing van een secondewijzer is een Duitse klok met veeraandrijving uit 1560 die zich nu in de Fremersdorfcollectie bevindt. Rond dezelfde tijd, in het derde kwart van de 16e eeuw, is door Taqi al-Din een klok gebouwd die elke 1/5e minuut markeerde. In 1579 bouwde Jost Bürgi een klok voor William van Hesse die seconden markeerde. In 1581 herontwierp Tycho Brahe de klokken van zijn observatorium zo, dat zij ook seconden weergaven. Ze waren echter nog niet accuraat genoeg. In 1587 beklaagde Tycho zich erover dat de vier klokken plusminus vier seconden van elkaar verschilden.